# Mosca (marchesi)
Quella dei Marchesi Mosca (o Moschella) è una nobile famiglia italiana di origine bergamasca trasferitasi nelle Marche nel 1550, in seguito all'ottenimento dell'investitura del castello di Gradara da parte del ramo cadetto degli Sforza col titolo di Signori di Pesaro, fedeli alleati della Chiesa di Roma. Suoi discendenti furono cardinali, papi, mecenati delle arti. Un filo conduttore unisce tutti i personaggi di questa illustre casata: l'amore per l'arte e la cultura.

## Personaggi
- Elena Mosca (1630-1698): era figlia del conte pesarese Giovanni Francesco Mosca e di Lucia dei marchesi Nembrini, nobile di Ancona (1630-1698); sposò Carlo Albani (1623-1684), da cui ebbe due figli maschi: Gianfrancesco (1649-1721) e Orazio (1652-1712). Gianfrancesco, alias Giovanni Francesco (1649-1721), diventerà cardinale nel 1690 e poi papa col nome di Clemente XI (23 novembre 1700) e sarà ricordato come il "papa amante del bello e delle arti". Orazio sposerà Maria Bernarda Ondedei (1651-1751), da cui nascerà l'altro Carlo Albani (1687-1724), principe di Soriano, che sposerà Teresa Borromeo.

- Giovanni Mosca: proprietario del possedimento di Caprile, nel 1640 avviò la costruzione di Villa Caprile come sede di rappresentanza della famiglia: l'edificio fu poi venduto nel 1876 all'Accademia Agraria di Pesaro.

- Agapito Mosca (1678-1760): cardinale[1], era cugino di Papa Clemente XI.

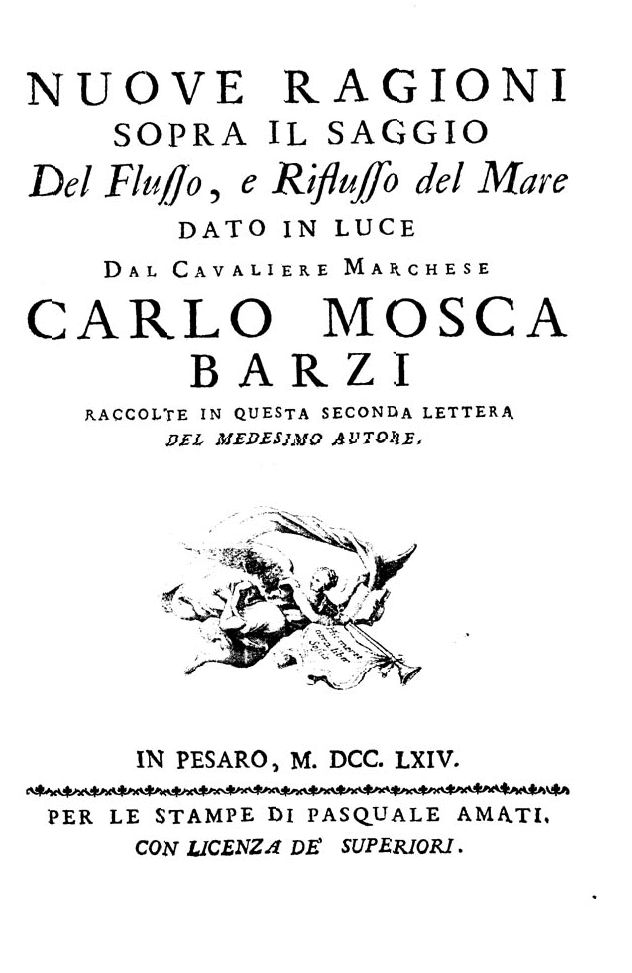

- Carlo Mosca (in Barzi)[2][3]: il marchese Carlo Mosca Barzi (1720-1790) fu un protagonista della cultura pesarese del 1700, riuscendo a conciliare la tradizione con il nuovo corso avviato dall'Illuminismo; ampliò la villa di famiglia di Caprile e, nella seconda metà del XVIII secolo, ricevette da papa Clemente XIV la Signoria di Gradara e il suo castello, già appartenuto ai suoi avi, ma ne godette solo fino all'arrivo delle truppe napoleoniche, che lo devastarono. Da Francesca della Branca di Coccorano ebbe quattro figli: Virginia, Francesco, Vittoria e Benedetto.

- Virginia Mosca (... - 30 novembre 1820[4]): figlia di Carlo Mosca, sposò il conte Giacomo Leopardi (1742-1781), di cui rimase vedova a 25 anni d'età; Virginia e Giacomo furono i genitori di Monaldo Leopardi e i nonni del più famoso Giacomo Leopardi. Il nipote, che la nonna Virginia Mosca tenne a battesimo, le indirizzerà diverse sue poesie, manifestandole sempre un tenero affetto. Ebbero anche altri tre figli: Vito, Ferdinando ed Enea.

- Francesco Mosca (Pesaro, 16 settembre 1756 - Milano, 15 dicembre 1811): figlio di Carlo Mosca, il marchese Francesco Mosca aveva esercitato alcuni incarichi sotto il governo della Repubblica, più per vanità che per attaccamento agli ideali di libertà e di uguaglianza, che gli erano totalmente estranei e in conflitto col suo temperamento orgoglioso; sotto la sua direzione proseguiranno i lavori di ampliamento di Villa Caprile avviati dal padre, dove avrà ospiti illustri. Sarà ricordato nelle memorie del nipote Monaldo Leopardi e osteggiato dalla sua classe sociale per aver innalzato l'albero della libertà nel giardino della sua villa.

- Vittoria Mosca (...-...): figlia di Carlo Mosca, sposò il conte Annibale Cassi ed essi furono i genitori del poeta Francesco Cassi (1778-1846)[5], gonfaloniere della città di Pesaro che ideò nel 1830 gli Orti Giulii di Pesaro in memoria di suo cugino, figlio del patrizio Andrea, il letterato Giulio Perticari (1779-1822)[6], che sposò Costanza (1792-1840), figlia unica di Vincenzo Monti (1754-1828).

- Benedetto Mosca (...-...): figlio di Carlo Mosca, si sposò con Barbara Anguissola.

- Monaldo Leopardi Mosca (1776-1847): figlio di Virginia Mosca e del conte Giacomo, sposò il 27 settembre 1797 Adelaide Antici (1778-1857), figlia del marchese Filippo e della contessa Teresa Montani di Pesaro; Monaldo era il padre del poeta Giacomo Leopardi.

- Vittoria Mosca Toschi[7]: figlia del conte Benedetto Mosca e di Barbara Anguissola, sposò Vincenzo Toschi. Vittoria aveva due sorelle: Carolina e Bianca; quest'ultima lascerà i suoi beni, tra cui Villa Caprile, ai due nipoti: Chiarissimo Alfonso Rosselli Del Turco, nipote della cugina prima Francesca Mosca nei Sassatelli, e Benedetto Toschi Mosca, figlio della sorella Vittoria e di Vincenzo Toschi. Vittoria Mosca Toschi nel 1885 lasciò alla città di Pesaro il suo palazzo di via Rossini e le collezioni d'arte ivi conservate, con l'idea di costituire un museo annesso a una scuola d'arte, secondo una consuetudine tipica di quel tempo e della classe sociale, ormai in decadenza, a cui apparteneva; a Gubbio fondò la Casa di Riposo Astenotrofio Mosca, con disposizione di testamento olografo del 15 settembre 1887, entrata in funzione nel maggio 1889.

- Benedetto Toschi Mosca (...-...)[8]: figlio di Vittoria Mosca e di Vincenzo Toschi, nel 1878 fece erigere, insieme al cugino C. Alfonso Rosselli Del Turco, il monumento funebre della zia Bianca Mosca[9], sposata Chiaramonti, e dei nonni Benedetto Mosca e Barbara Anguissola nella Chiesa dell'Annunziata a Pesaro che, annessa al palazzo di famiglia, era di proprietà della famiglia Mosca dal 1784; di Benedetto Toschi Mosca esiste un ritratto da giovinetto con una rosa nella mano sinistra nei Musei Civici di Pesaro.

- Rolando Mosca Moschini (Terni, 9 marzo 1939): è un generale italiano che ha ricoperto, tra gli altri, i ruoli di comandante generale della Guardia di Finanza e capo di stato maggiore della difesa; dal 2006 al 2015 è stato consigliere militare dei presidenti della Repubblica Giorgio Napolitano e Sergio Mattarella; attualmente è segretario del consiglio supremo di difesa.